# Orimarga mashonensis
Orimarga mashonensis är en tvåvingeart som beskrevs av Alexander 1959. Orimarga mashonensis ingår i släktet Orimarga och familjen småharkrankar.
Artens utbredningsområde är Zimbabwe. Inga underarter finns listade i Catalogue of Life.